# 土厉螨属
土厉螨属（学名：Ololaelaps）为厉螨科的一个属。土厉螨属的螨类生活在潮湿的表层土壤内，例如河流、小溪的两岸及草地，森林的潮湿土壤内及多种植物的残渣中。有时可见于啮齿类、食虫类和其它小型兽类的窝巢内，有时也可被鸟类连同筑巢物一起带到鸟窝鸟巢里。

## 下级分类
本属包括以下物种：
- 扁圆土厉螨 Ololaelaps placentulus Berlese, 1887
- 中华土厉螨 Ololaelaps sinensis Berlese, 1924
- 乌苏里土厉螨 Ololaelaps ussuriensis Bregetova et Koroleva, 1964
- 维内土厉螨 Ololaelaps veneta Berlese, 1903
- 王氏土厉螨 Ololaelaps wangi